# Charles Sollberger
 (février 2018).
Si vous disposez d'ouvrages ou d'articles de référence ou si vous connaissez des sites web de qualité traitant du thème abordé ici, merci de compléter l'article en donnant les références utiles à sa vérifiabilité et en les liant à la section « Notes et références ».
Charles Sollberger, né le 13 février 1896 à Ollon,  mort le 27 octobre 1975 à Lausanne, est une personnalité politique suisse membre du Parti socialiste.

## Biographie
Syndic de Bex et il est élu le 6 février 1955 au Conseiller d'État du canton de Vaud où il prend en charge le département des finances. Il est ensuite député au Conseil national de 1951 à 1967.